# Raphus cucullatus

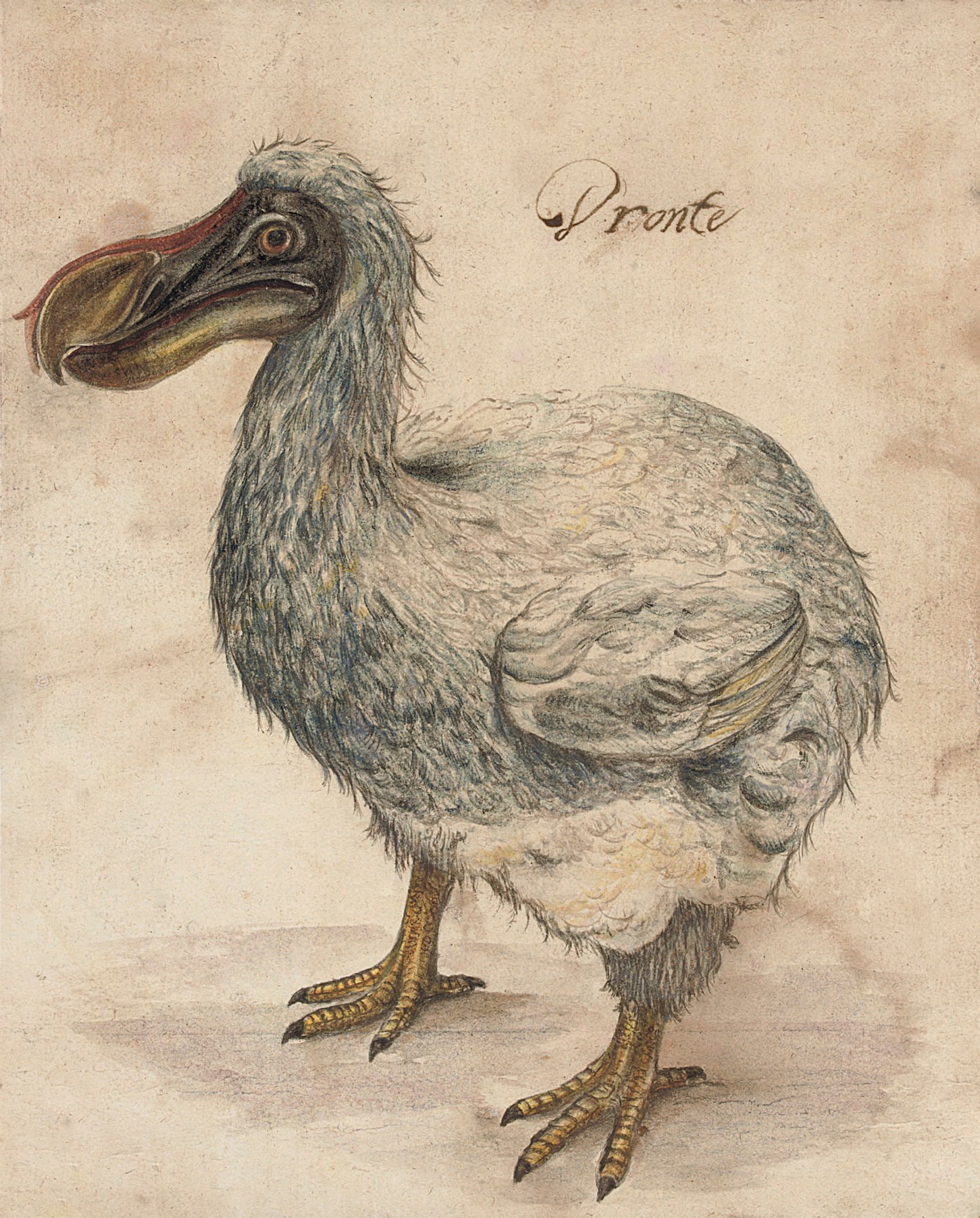
Dronte o dodo.

El dodo (Raphus cucullatus), antiguamente conocido también como dronte, es una especie extinta de ave columbiforme de la subfamilia Raphinae. Era un ave no voladora endémica de la isla Mauricio, situada en el océano Índico (a 900 km de la isla de Madagascar). El dodo, así como otras aves del océano Índico, había perdido la capacidad de volar para adaptarse a una vida terrestre.
El pariente genético más próximo al dodo es el solitario de Rodrigues (de la isla Rodrigues), otra especie de ave extinta no voladora, ambas especies forman la subfamilia Raphinae.
El pariente vivo más próximo al dodo es probablemente la paloma de Nicobar, una especie de paloma endémica de ciertas islas del océano Índico.
La extinción del dodo, a finales del siglo XVII, lo ha convertido en el arquetipo de especie extinta por causa de seres humanos.

## Descripción
Por su temprana extinción, es difícil tener una descripción precisa del dodo. Las que hay se basan por un lado en las descripciones y dibujos antiguos, y por otro lado en los esqueletos y restos encontrados, uno de los cuales se preserva hoy en su posible postura natural. Como adaptación a la vida en la isla, los dodos perdieron la capacidad de vuelo, y con ello sufrieron una fuerte regresión en la musculatura y de sus ligamentos en el esternón, además de una transformación en el plumaje, que se volvió filamentoso; la cola se acortó extraordinariamente y quedó provista de solo unas pocas plumas arqueadas y fijadas débilmente.
Partiendo de esto, se puede decir que el dodo era un ave de aproximadamente un metro de altura, de plumaje grisáceo y con un peso que, de acuerdo a análisis realizados en 2012, rondaba los 10 kg; sin embargo otras publicaciones estiman un rango de entre 9,5 y 17,5 kg.
Su pico era muy largo, aproximadamente de 23 cm, y con una punta en forma de garfio que probablemente le permitía romper las cortezas de los cocos. Sus patas eran amarillas y robustas, con unas cuantas plumas rizadas en su parte de atrás. Tenía unas alas muy pequeñas, que unidas a su gran peso y un esternón insuficiente para soportarlo le hacían incapaz de volar.
La imagen tradicional del dodo es la de un ave gorda y torpe, de ahí que se le pusiera como primer nombre científico Didus ineptus, pero esta visión ha sido puesta en duda en tiempos recientes. Hoy en día, la opinión general de la comunidad científica es que los viejos dibujos del dodo retrataban a ejemplares cautivos que habían sido sobrealimentados. Las crónicas de la época hablan de su gran apetito, lo que seguramente en cautividad y con comida disponible causara su sobrepeso.[cita requerida]

## Descubrimiento y extinción
El ser humano llegó a su hábitat en el siglo XVI. Las primeras noticias que se tuvieron en Europa del ave parecen datar de 1574; en 1581 el conquistador español Agustín Agüero, llevó un ejemplar a Europa. Los descubridores portugueses llamaron dodo «estúpido» (en el habla coloquial portuguesa) al ave por su torpeza y la facilidad con que podía ser cazada (el dodo evolucionó sin ningún contacto con seres humanos, por lo que no los veía como una amenaza). También se le ha llamado dronte, una denominación algo más científica.
La llegada del ser humano acarreó la propagación de nuevas especies en la isla, incluyendo cerdos, macacos cangrejeros, perros, gatos y  ratas, la aparición de nuevas enfermedades y la propia destrucción de los bosques, de los cuales dependía en gran medida la subsistencia del dodo. Se calcula que el saqueo de sus nidos por parte de las nuevas especies tuvo un efecto más devastador que el de la caza. En particular, los cerdos llevados por el ser humano a la isla acabaron con los huevos de esta ave, pues asaltaban sus nidos y se los comían. Como consecuencia se produjo la completa extinción de esta ave un siglo después de la llegada de seres humanos a la isla.
Sir Thomas Herbert, el introductor de la palabra «dodo», dedicó al animal en 1627 un dramático epitafio: 

Tienen un semblante melancólico, como si fueran sensibles a la injusticia de la naturaleza al modelar un cuerpo tan macizo destinado a ser dirigido por alas complementarias ciertamente incapaces de levantarlo del suelo.

El último ejemplar fue visto por última vez en 1662, aunque existe un avistamiento por parte de un esclavo cimarrón en 1674, y se cree que debió de existir hasta 1690.

## Restos e investigaciones recientes

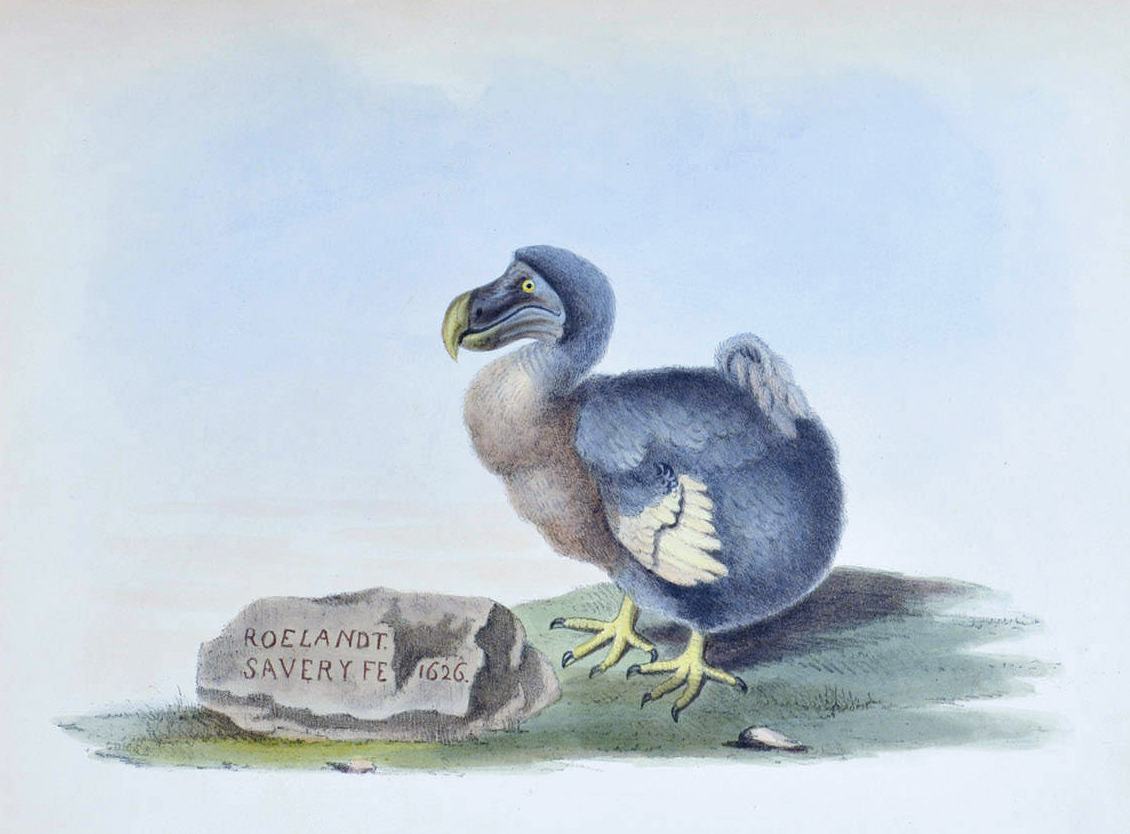
Dibujo de un dodo de 1626, por Roelant Savery.

En octubre de 2005, una zona del Mare aux Songes (el yacimiento más importante de restos de dodo) fue excavado por un equipo internacional de investigadores. Se encontraron muchos restos, incluyendo huesos de aves de diferentes edades, y buena parte del esqueleto de un único individuo. Antes de esto se disponía de muy pocos restos de dodos, y la mayor parte de lo que se tenía eran huesos aislados, sin tener el conjunto del esqueleto de un único dodo, siendo los esqueletos existentes montajes a partir de huesos de diversa procedencia.
Un huevo de dodo se expone en el museo de East London en Sudáfrica. 
Uno de los restos que se han conservado más intactos y los únicos que han conservado algo de tejido blando son los que se exponen en el Museo de Historia Natural de la Universidad de Oxford; consistentes en la cabeza y las patas de un mismo individuo.
Los restos del último ejemplar disecado de dodo conocido se mantuvieron en el Museo Ashmolean, pero hacia 1755 el conservador del museo, dado el estado de deterioro, lo desechó.
En junio de 2007, unos aventureros explorando una cueva en las Islas Mauricio encontraron, hasta el momento, el más completo y mejor conservado esqueleto de dodo.

## Etimología

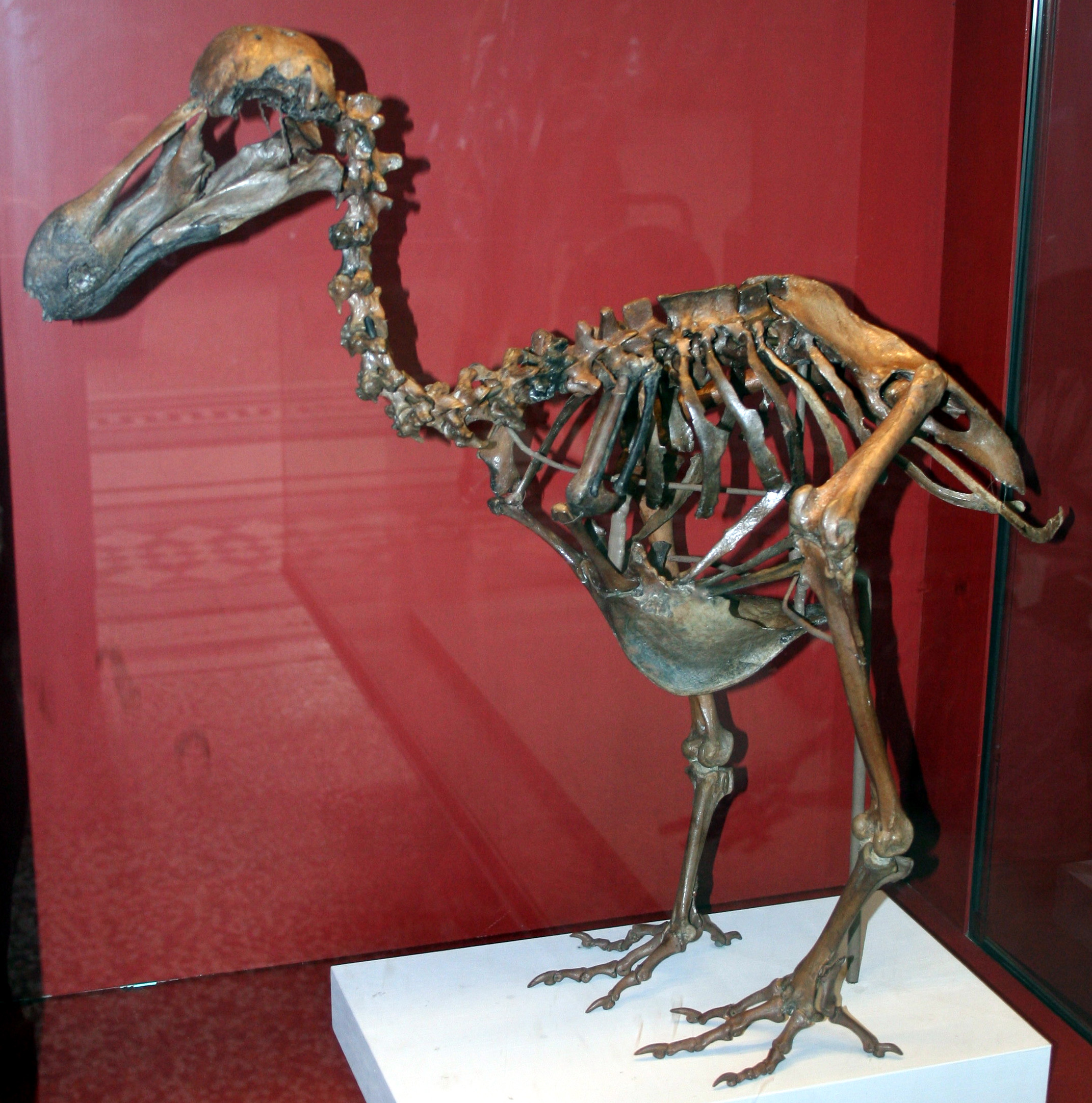
Esqueleto de un dodo en el Museo de Historia Natural de Londres.

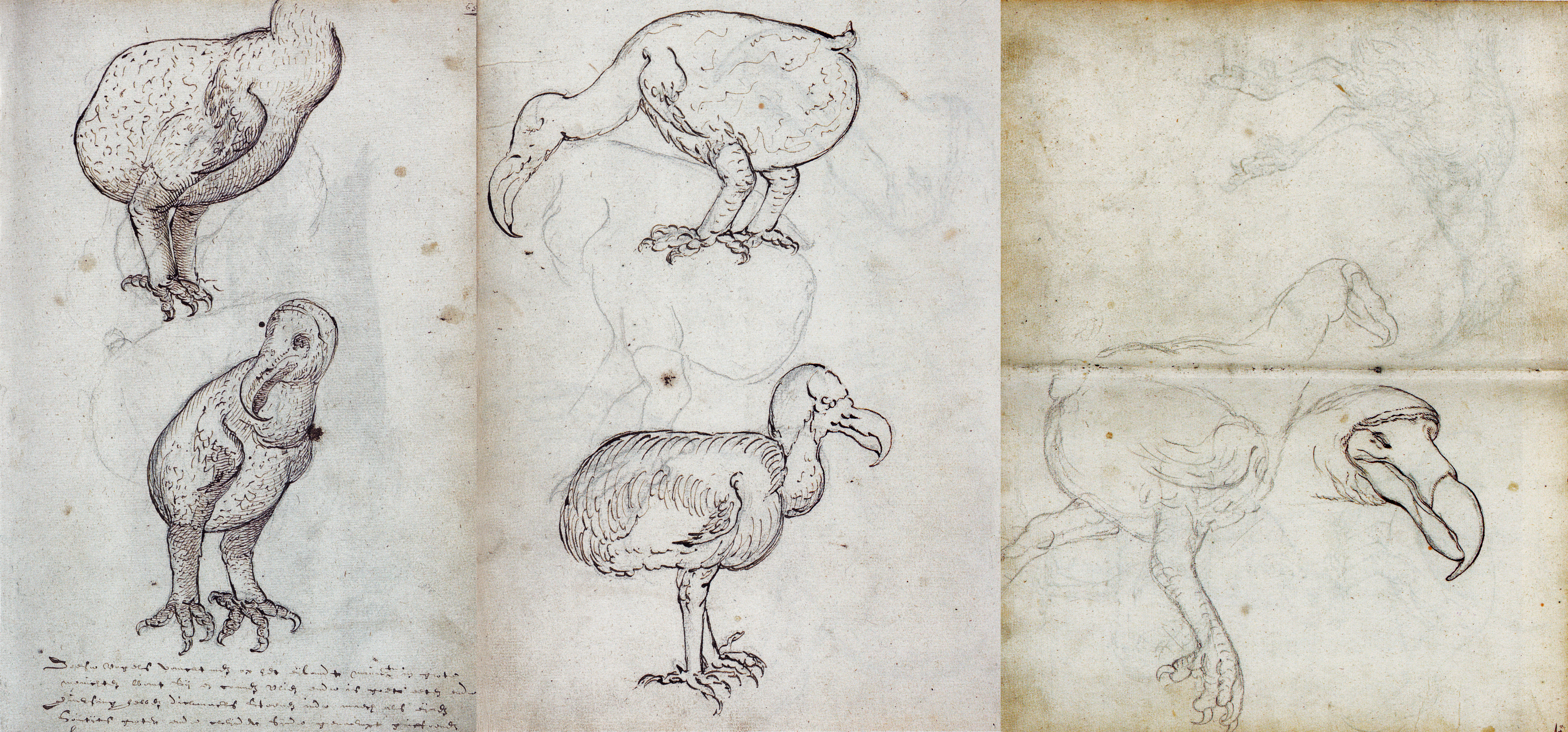
Dibujos de dodos, hechos en el diario de viaje del barco «Gelderland» de la Compañía Holandesa de las Indias Orientales (1601–1603).

La etimología de la palabra «dodo» no está clara. Sin embargo, existe consenso acerca de que el término probablemente sea peyorativo. 
Algunas teorías lo adscriben a la palabra neerlandesa dodoor que significa holgazán. Otras lo relacionan con la palabra, también neerlandesa, dodaers que es como se llama al zampullín común en los Países Bajos. Esta conexión puede estar basada en las plumas similares en su parte trasera o en lo desgarbado de ambos animales.
Sin embargo, se sabe que los neerlandeses también llamaron al dodo como walghvogel («ave repugnante» o «pavo nauseabundo») en referencia a su sabor. Este último nombre fue usado por primera vez en el diario del vicealmirante Wybrand van Warwijck que visitó las islas Mauricio en 1598.
Dodo o dodaerse se recoge en el diario del capitán Willem van Westsanen cuatro años más tarde, pero no está claro si fue él el primero en usar este nombre porque antes que los neerlandeses, los portugueses estuvieron en la isla en 1507, aunque no crearon asentamientos permanentes. Por eso se considera la posibilidad de que «dodo» provenga de la expresión portuguesa doudo actualmente doido que significa «loco o bobo».
Otra posibilidad que cabe es que dodo sea una aproximación al propio reclamo del ave, que estaba formado por dos sílabas iguales: «doo-doo».

## Taxonomía y sistemática
Fue nombrado en un primer momento Didus ineptus por Carlos Linneo. En 1606 Cornelis Matelief de Jonge realizó una importante labor de descripción del dodo, y de otros animales y plantas de la isla.
Se piensa que evolutivamente surgió de palomas que migraban entre África y el sudeste asiático, por esto se trataba de una peculiar ave «áptera», ya que la ausencia de depredadores hizo que no desarrollara el sistema muscular para el vuelo. Era un pariente cercano del solitario de Rodrigues, otra ave no voladora de la isla Rodrigues, que también se extinguió apenas un siglo después. Se cree que la paloma de Nicobar es el pariente más cercano todavía vivo.

## Alimentación

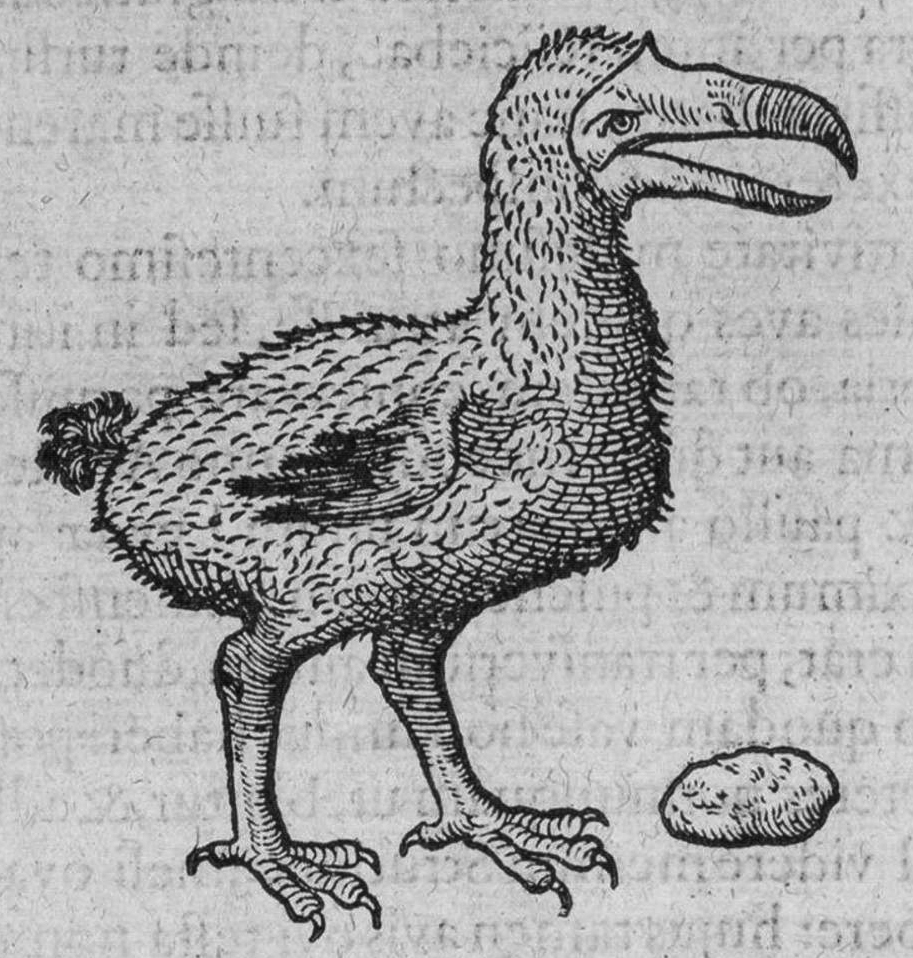
Un dodo y su piedra de molleja. Ilustración publicada en el

Según una hipótesis del investigador Stanley Temple, el tambalacoque, también conocido como «árbol del dodo», era parte de la alimentación de los dodos, y que solo tras pasar por el tracto digestivo de uno de ellos, sus semillas podían germinar, y que el tambalacoque estaba cercano a la extinción, dada la desaparición del dodo. Para demostrar su tesis, alimentó a la fuerza a pavos salvajes con diecisiete frutos de tambalacoque, de los que tres germinaron. Su teoría tenía ciertos puntos sin esclarecer, como el que no se comprobó cómo funcionaba la germinación de otras frutas tras ser comidas por pavos, con lo que el efecto demostrado no quedó del todo claro. Además Temple no tuvo en cuenta los informes sobre la germinación de las semillas de tambalacoque de la germinación de otras frutas de A. W. Hill en 1941 y de H. C. King en 1946, quienes descubrieron que las semillas germinaban sin necesidad de corrosión previa, aunque muy raramente.

## El dodo y la cultura

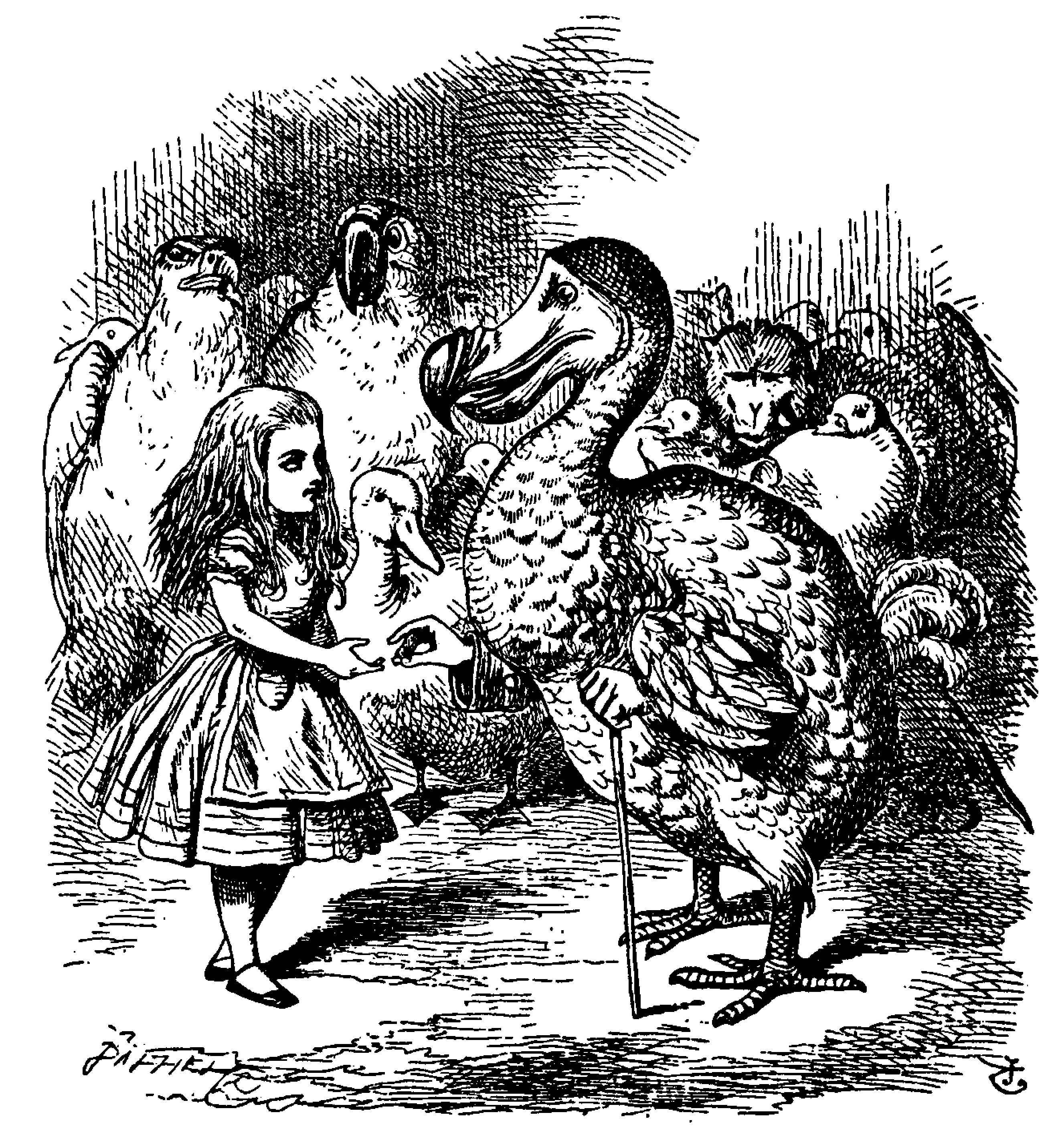
Ilustración de Alicia en el País de las Maravillas con un dodo, 1869.

La historia de su descubrimiento y extinción, su extraño aspecto y la idea de que era un pájaro tonto han convertido al dodo en un referente cultural importante y al que se hace mención desde diversos campos. El escudo de Mauricio incorpora un dodo rampante.
El dodo ha hecho numerosas apariciones en diversas obras literarias, aunque quizás la más conocida sea en Alicia en el País de las Maravillas, de Lewis Carroll. Aparece en el capítulo 3 de dicho libro, en donde el dodo organiza una absurda carrera circular, en la que decide que todos han ganado y por tanto, todos deben recibir un premio.

El escudo de Mauricio incorpora un dodo en su parte izquierda.

El dodo es mencionado en la obra filosófica Sobre la voluntad en la naturaleza de Schopenhauer, donde se refiere al ave como «Didus ineptus», señalando que su extinción se debió a la incapacidad de su voluntad (esencia) para desarrollar alguna forma natural de protección, puntualizando que ante la falta de un cuerpo apropiado, el ave debió de haber desarrollado una inteligencia de nivel suficiente como para sobrevivir, como ocurre con los roedores.
En las novelas de la detective literaria Thursday Next, de Jasper Fforde, los dodos clonados son una mascota habitual, por ejemplo, en El caso Jane Eyre.
En el libro Animales fantásticos y dónde encontrarlos, de J. K. Rowling, aparece entre el listado de animales míticos y se dice que su verdadero nombre es «diricawl» y que tiene la habilidad de desaparecer en un estallido de plumas y reaparecer en cualquier otro punto, lo que hace que se crea que está extinto cuando no es así.
En 1938, se creó un dibujo animado de los Looney Tunes surreal y alocado llamado Yoyo Dodo que protagonizó Porky in Wackyland y desde entonces es conocido como un personaje de dibujos exitoso. También han aparecido dodos en televisión, cómics y en películas, como es el caso de la película de animación Ice Age, donde los personajes principales se enfrentan por una sandía a una manada de insensatos dodos.  Además, en la serie Tiny Toons, producida por el cineasta Steven Spielberg en la década de los 90, aparecía un personaje, apadrinado  por Yoyo Dodo, llamado Godo Dodo.
El dodo es el símbolo del Zoo de Jersey, en Inglaterra, especializado en la conservación, reproducción y reintroducción de especies en peligro de extinción.
El asteroide (6336) Dodo fue nombrado así en referencia a esta ave.

## Plan de desextinción
Genetistas y conservacionistas planean resucitar al extinto dodo y reintroducirlo en Mauricio. La empresa Colossal Biosciences se asocia con la Mauritian Wildlife Foundation para este proyecto de desextinción. Han secuenciado el genoma del dodo y de parientes cercanos, como la paloma de Nicobar. Colossal planea editar células germinales de la paloma para que expresen rasgos de dodo y, mediante la reproducción, crear aves híbridas. La Mauritian Wildlife Foundation busca ubicaciones adecuadas en Mauricio para la reintroducción. Aunque el proyecto genera entusiasmo, algunos expertos advierten sobre la complejidad y cuestionan su prioridad frente a la conservación convencional.